# Cypseloides storeri
El Vencejo frente blanca, vencejo frentiblanco,, vencejo de frente blanco o vencejo cara blanca (Cypseloides storeri) es una especie de ave de la familia de los apódidos.
Es endémica de México.

## Hábitat
Los registros de esta especie han sido ocasionales, y no existen mayores datos sobre la extensión de su hábitat, aunque se sabe que se extiende entre los 1.500 m y los 2.500 m entre el bosque montano tropical o subtropical y la transición del bosque pino-encino caducifolio/seco tropical, en zonas con numerosas cascadas y barrancos del oeste de México. Este es el motivo por el que su estado de conservación se clasifica como de datos insuficientes.

## Morfología
La longitud del pico es 4,8 mm, 135 mm alas, la cola 42,6 mm y 17,3 mm la cabeza. El peso corporal es de 39,5 gramos. El plumaje principalmente es de color sepia, aunque más claro en la parte inferior del cuerpo y más oscuro en el pliegue de las alas. Las plumas de la frente, los lados de la cabeza, la barbilla y la garganta tienen acabado blanco. Piernas y pies negruzco

## Población
Se ha estimado su población en menos de 50.000 individuos.